# 杰尔基达德里
杰尔基达德里是印度哈里亚纳邦杰尔基达德里县的一个城镇。总人口44892（2001年）。

## 人口
该地2001年总人口44892人，其中男性24026人，女性20866人；0—6岁人口6025人，其中男3397人，女2628人；识字率69.80%，其中男性为76.15%，女性为62.48%。

## 事件
1996年11月12日，沙地阿拉伯航空的一架波音747-168B在該城鎮上空與哈薩克斯坦航空的一架伊爾-76運輸機相撞，造成兩架飛機上共349人全部死亡。